# Pseudobrium longicolle
Pseudobrium longicolle là một loài bọ cánh cứng trong họ Cerambycidae.